# レイル王 (ブリテン王)
レイル（Leil）は、年代記編纂者ジェフリー・オブ・モンマスの『ブリタニア列王史』に語られている、ブリトン人の伝説的王である。彼は緑楯王ブルータスの息子である。
レイルは平和的かつ公正な王で、彼の祖先から受け継いだ繁栄を利用した。彼はこの繁栄に敬意を表し、カンブリアの北にカーライル（レイルの砦「カーレイル」）を建設した。レイルは老いさらばえるまでの25年間、統治した。彼の不活発さは内戦を勃発させ、これが彼の死まで続いた。彼の跡をルッドフッド・フディブラスが継いだ。
ジェフリーは、レイルの統治はソロモンがエルサレム神殿を建築し、カペートゥスがアルバ・ロンガの王であった時代と同時期であると主張している。